# Tabula Peutingeriana

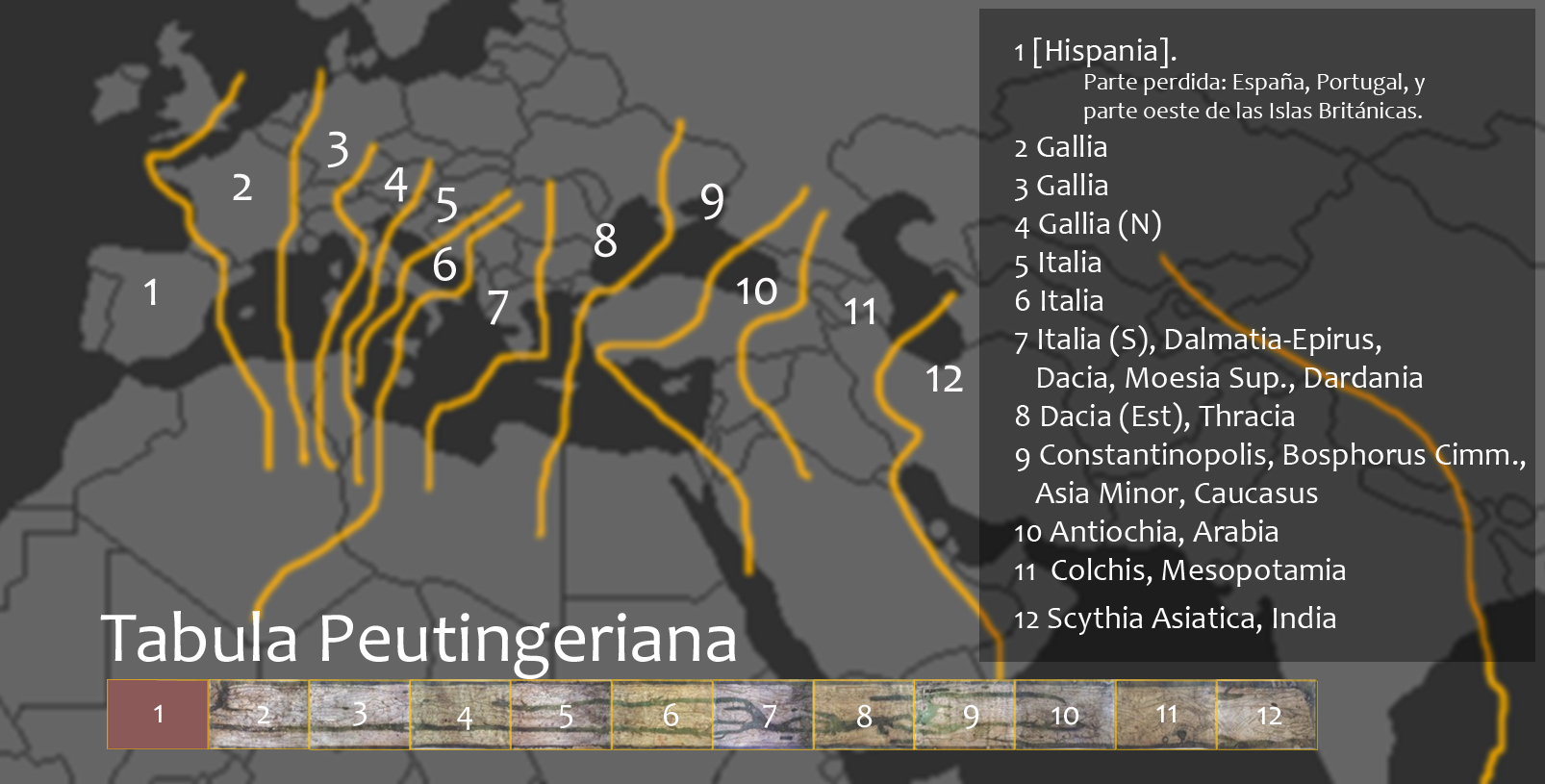
Aproximación a la realidad cartográfica de los 12 segmentos de la
Tabula Peutingeriana

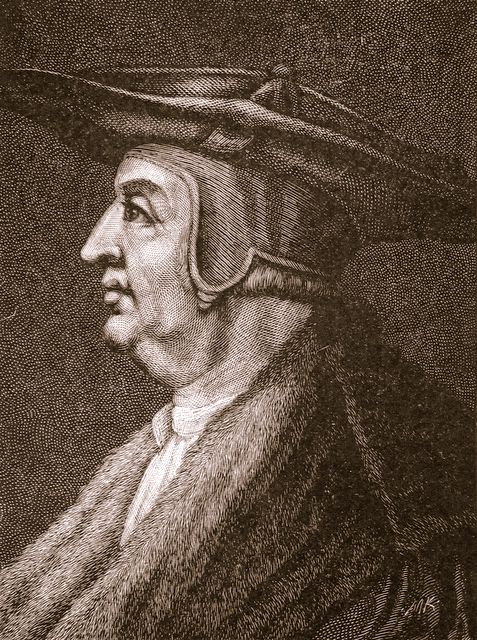
Conrad Peutinger, por quien se da el nombre al mapa.

La Tabula Peutingeriana ('Tabla de Peutinger') es un itinerario que muestra la red de carreteras del Imperio romano. Se puede contemplar una de las copias en la Biblioteca Nacional de Austria en Viena. El mapa original, del que solamente han sobrevivido copias, fue realizado a partir del siglo IV, ya que aparece Constantinopla, que fue refundada en el año 328. Cubre Europa, partes de Asia (India) y África del Norte. El nombre del mapa proviene de Konrad Peutinger, un humanista alemán de los siglos XV y XVI.

## Transmisión y contenido
La copia más antigua de la Tabula Peutingeriana que ha llegado a nuestros días fue realizada por un monje de Colmar en el siglo XIII. Es un rollo de pergamino de 0,34 m de altura y 6,75 m de longitud, que fue dividido en 12 hojas o segmentos. La primera de ellas, que reproduciría a Hispania (España y Portugal) y la parte occidental de las islas británicas, ha desaparecido. Se conservan las 11 hojas originales restantes. La página faltante fue reconstruida en 1898 por Konrad Miller basándose en el conocido Itinerario Antonino.
Es un mapa muy esquemático: las masas de tierra están distorsionadas, especialmente en la dirección este-oeste. Muestra muchos asentamientos romanos, las carreteras que los unen, ríos, montañas y mares. También incluye las distancias entre los asentamientos. Las ciudades más importantes del imperio, Roma, Constantinopla y Antioquía, están representadas con una decoración especial.

## Polémica

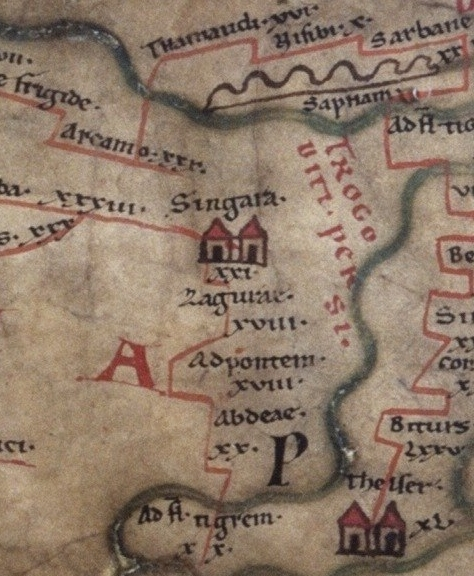
Detalle de la Tabula Peutingeriana

Existen dudas acerca de si se debería llamar «mapa» a la Tabula Peutingeriana, ya que no intenta representar las formas reales del terreno. Se cree que la Tabula se basa en «itinerarios», o listas de destinos a lo largo de las calzadas romanas. Los viajeros no poseían nada tan sofisticado como un mapa, pero necesitaban saber lo que tenían por delante en la calzada y a cuanto quedaba. La Tabula Peutingeriana representa estas calzadas como una serie de líneas paralelas a lo largo de las cuales se han marcado los destinos. La forma de las páginas del pergamino explica la forma rectangular.
Sin embargo, una vaga similitud con la tierra de Ptolomeo da argumentos a los que defienden que el desconocido autor procuraba hacer una representación más o menos fiel de la Tierra.

## Otras fuentes antiguas para el estudio de las calzadas romanas

### Península ibérica
- Itinerario de Antonino
- Vasos de Vicarello
- Anónimo de Rávena
- Tablas de barro de Astorga
- Tegula de Valencia
- Guidonis Geographica
- Itinerarium maritimum

### En latín
- Bibliotheca Augustana: Tabula Peutingeriana completa escaneada

### En inglés
- Artículo sobre el mapa de Lendering Archivado el 3 de septiembre de 2011 en Wayback Machine.
- Tabula Peutingeriana (JPEGs de alta resolución e índice alfabético) en Sorin Olteanu's LTDM Project (soltdm.com) Archivado el 13 de noviembre de 2007 en Wayback Machine.
- Digitalización del mapa en Euratlas
- Comentario a la Tabula Peutingeriana

- Datos: Q12767
- Multimedia: Tabula Peutingeriana / Q12767